# Jean-Pierre Wallez
Jean-Pierre Wallez (* 18. März 1939 in Lille) ist ein französischer Geiger, Musikpädagoge und Dirigent.

## Leben
Wallez studierte am Conservatoire de Paris und war 1960 zweiter Preisträger des Paganini-Wettbewerbs in Genf. Er war von 1968 bis 1983 Leiter des Ensemble Instrumental de France. Von 1975 bis 1977 war er Konzertmeister des Orchestre de Paris unter Leitung von Georg Solti und später Daniel Barenboim. 1978 gründete er das Ensemble Orchestral de Paris, das er bis 1986 leitete.
Er arbeitete mit zahlreichen namhaften Musikern zusammen, darunter Isaac Stern, Mstislaw Rostropowitsch, Henryk Szeryng, David Oistrach, Yehudi Menuhin, Paul Tortelier, Arto Noras, Maurice Gendron, Jean-Pierre Rampal, Maurice André, Pierre Barbizet, Paul Badura-Skoda, Aldo Ciccolini, Arturo Benedetti Michelangeli, José van Dam, Jean Philippe Lafond, Gabriel Bacquier, Gundula Janowitz, Kiri Te Kanawa, Pierre Boulez, Georges Prêtre, Bernard Haitink und Zubin Mehta. Sein besonderes Interesse gilt der Musik zeitgenössischer Komponisten, und er spielte Werke u. a. von André Jolivet, Marcel Landowski, Jacques Bondon, Antoine Tisné, Jean Martinon und Jean-Louis Florentz.
Als Dirigent trat er mit dem Orchestre National De Lille, dem Orchestre National des Pays de la Loire, dem Orchestre National de Nancy, dem Orchestre National de Nice, dem Orchestre National d'Auvergne, dem Orchestre Philharmonique de Monte Carlo, dem Orchestre Philharmonique du Luxembourg, dem Malmö Orchestra, Orchestra dell’Accademia Nazionale di Santa Cecilia, den Rundfunkorchestern der Radiotelevisione Italiana, Turin, und des RIAS, Berlin, dem Radio Sofia Symphony Orchestra, dem Richmond Orchestra, dem Wiener Kammerorchester, dem Helsinki Philharmonic Orchestra, dem Orchester der Königlichen per Kopenhagen und anderen auf. Wallez unterrichtet Violine am Konservatorium Genf und gibt weltweit Meisterklassen.

## Auszeichnungen
Er wurde als Chevalier der Ehrenlegion, Offizier des Ordre des Arts et des Lettres und Kommandeur des Ordre national du Mérite ausgezeichnet.